# Standing in My Rain
Standing in My Rain, skriven av Lena Philipsson och Torgny Söderberg, är en poplåt som Lena Philipsson spelade in på albumet My Name 1989. och utgav på singel samma år, med "Blue Jeans" som B-sida. Låten blev en stor hit. Videon regisserades av Mats Helge Olsson med foto av Anders Nilsson.
Melodin testades på Tracks, där den låg i sju veckor under perioden 11 november 1989-13 januari 1990, med tredjeplats som högsta placering där.
Eva Dahlgren spelade in den i samband med Så mycket bättre 2011, vilken nådde en 50:e plats på Digilistan. Låten blev 41:a mest framgångsrika melodi på Trackslistan under 1989. och 155:e mest framgångsrika melodi på samma lista under 1990.

### Fotnoter
1. ↑  ”My name / Lena Philipsson”. Svensk mediedatabas. 6 mars 1989. http://smdb.kb.se/catalog/id/001480253. Läst 10 januari 2016.
2. ↑  ”Standing in My Rain”. Svensk mediedatabas. 6 mars 1989. http://smdb.kb.se/catalog/id/001474034. Läst 10 januari 2016.
3. ↑  ”Lena Philipsson”. Poplight. Arkiverad från originalet den 2 oktober 2015. https://archive.is/20151002181906/http://arkiv.poplight.se/artist/lena-philipsson. Läst 10 januari 2016.
4. ↑  ”Standing in My Rain”. Nostalgisidan. 6 mars 1989. http://www.nostalgilistan.se/lena-philipsson-487/standing-in-my-rain-4262. Läst 10 januari 2016.
5. ↑  ”Så mycket bättre. Säsong 2”. Svensk mediedatabas. 6 mars 2011. http://smdb.kb.se/catalog/id/002776830. Läst 10 januari 2016.
6. ↑  ”Standing in My Rain”. Nostalgisidan. 6 mars 2011. http://www.nostalgilistan.se/eva-dahlgren-545/standing-in-my-rain-8844. Läst 10 januari 2016.
7. ↑  ”Trackshits 1989 - Svenska artister topp 100”. Sveriges radio. 6 mars 1989. http://sverigesradio.se/sida/artikel.aspx?programid=2696&artikel=4450839. Läst 10 januari 2016.
8. ↑  ”Trackshits 1990 - Svenska artister topp 20”. Sveriges radio. 6 mars 1990. http://sverigesradio.se/sida/artikel.aspx?programid=2696&artikel=4450845. Läst 10 januari 2016.